# Standfast (album)
Standfast è l'eponimo titolo dell'album d'esordio del gruppo musicale pop svedese Standfast, pubblicato nel 2001 dall'etichetta discografica EMI.
L'album è stato promosso in particolar modo dal singolo Carcrashes, di discreto successo in Europa, e dai successivi Look at Me Now e No Longer.

## Tracce
(EMI Music Distribution 5293292)
1. Carcrashes – 4:36
2. All I Ask – 3:48
3. No Longer – 3:36
4. Look at Me Now – 3:52
5. Shine On – 3:48
6. Once Mine – 4:43
7. Morningcharm – 3:32
8. Braincheck – 4:42
9. Be My Sun – 4:29
10. Great Confusion – 3:41
11. Lullaby for Lukas – 4:01

Durata totale: 44:48